# Индюков, Владимир Иванович
Владимир Иванович Индюков (род. 13 мая 1940) — советский хоккеист, нападающий. Мастер спорта СССР (1963).

## Биография
Выступал за новосибирские команды «Крылья Советов» (1956/57 — 1957/58), «Дзержинец» (1958/59), «Динамо» (1958/59 — 1961/62), «Сибирь» (1962/63 — 1967/68), «Чкаловец» (1968/69 — 1969/70).
В классе «А» провёл шесть сезонов (1959/60 — 1962/63, 1965/66 — 1966/67).